# Jean-Philippe Lecat
Pour les articles homonymes, voir Lecat.
Jean-Philippe Lecat, né le 29 juillet 1935 à Dijon et mort le 26 mars 2011 à Clichy, est un haut fonctionnaire et homme politique français.

## Biographie

### Jeunesse et études
Jean-Philippe Lecat naît dans une famille de notables. Son père est magistrat à Dijon. Jean-Philippe Lecat suit ses études secondaires au collège Saint François de Sales puis au lycée de Dijon. Une fois le baccalauréat obtenu, il fait des études de droit à l'université de Paris, où il obtient une licence de droit.
Il entre ensuite à l'Institut d'études politiques, où il prépare avec succès le concours de l'ENA. Il est membre de la promotion Saint-Just, 1963, dont il est major.

### Parcours professionnel
Conseiller d'État[réf. nécessaire], il entre au cabinet de Georges Pompidou en tant que chargé de mission entre 1966 et 1968. À cette date, il est élu député UDR de la Côte-d'Or), pour la circonscription de Beaune, puis conseiller général et régional.
Proche de Georges Pompidou, il est nommé secrétaire d'État auprès du Premier ministre Jacques Chaban-Delmas, en remplacement de Léo Hamon, et porte-parole du gouvernement, le 15 mai 1972, fonctions qu'il assume également dans le premier gouvernement Messmer (1972-1973). Par la suite moins d'un an secrétaire d'État auprès du ministre de l'Économie et des finances (1973), il devient ministre de l'Information en remplacement de Philippe Malaud, à partir du 23 octobre 1973. À ce poste, il doit gérer la crise de l'ORTF après la démission d'Arthur Conte, et prépare l'éclatement de l'Office, adoptée en Conseil des ministres le 27 février 1974. La mort de Georges Pompidou l'éloigne un temps du gouvernement : il réintègre alors le Conseil d'État, son corps d'origine. Mais celui qui est considéré comme « le plus giscardien des gaullistes » est appelé auprès du nouveau président de la République, Valéry Giscard d'Estaing, comme chef de service de l'information de l'Élysée (1976-1978).
En 1978, il devient ministre de la Culture et de la Communication, ministère auquel il redonne une stabilité, restant en poste près de trois ans. La perte de l'architecture est compensée par l'ajout du domaine de l'information, de la radio-diffusion et de l'audiovisuel, ce qui deviendra la norme à partir de 1986. Il réorganise profondément l'administration en réduisant le nombre de directions et de délégations. En 1979, il crée le Service des affaires internationales et une délégation à la création, aux métiers artistiques et aux manufactures nationales, regroupant les services de l’inspection de la création artistique, l’inspection de l’enseignement artistique, la sous-direction de l’enseignement et des affaires générales et la section de la photographie, tandis que la Direction du théâtre et des maisons de la culture (DTMC) est remplacée par la Direction du théâtre et des spectacles. Il met également en place une mission de développement culturel (MDC), future Direction du développement culturel (DDC). Il peaufine la mise en place des DRAC en province.
Face au manque de moyens, Jean-Philippe Lecat encourage les initiatives locales. Ses actions se concentrent sur le patrimoine autour du programme d'action prioritaire « Défendre le patrimoine architectural » du VIIe Plan : création de la direction du patrimoine, du conseil et de la Mission du patrimoine ethnologique (avril 1980) et consécration de 1980 comme « année du patrimoine ». Cette mise en valeur du patrimoine passe également par sa réutilisation pour des usages modernes : « Il faut que nous créions un réflexe, pour qu’avant de construire des immeubles de verre et d’acier qui, de São Paulo à Pékin en passant par Kinshasa, se ressemblent tous et usent des millions de kilowatts d’électricité, les dirigeants des collectivités locales et les patrons des entreprises regardent d’abord le patrimoine national ». Cette logique est appliquée dans les deux projets soutenus par l'Élysée qu'il encadre : le musée d'Orsay mis en place dans la gare parisienne (1978) et la cité des Sciences auprès des anciens abattoirs de La Villette (1979). En revanche, il désengage l'État des Maisons de la Culture. Et s'il met en place les antennes locales de Radio France, il conserve le monopole public par l'interdiction des radios libres,.
Il démissionne en mars 1981 de ses fonctions ministérielles pour devenir le porte-parole du candidat Valéry Giscard d'Estaing. Maître des requêtes à partir de 1975 au Conseil d'État, il le réintègre à la suite de la victoire de la gauche à l'élection présidentielle. Il publie Quand flamboyait la Toison d'or en 1982 (prix Monseigneur-Marcel 1983 de l’Académie française), Le Siècle de la Toison d'or en 1986, L'Ardeur et le tourment : images de la Révolution en Bourgogne, en 1989. Il présidait l'École nationale du patrimoine, le conseil d'administration de l'Académie de France à Rome et était également vice-président de la Fondation du Crédit agricole - Pays de France, présidée par Yves Barsalou.
Jean-Philippe Lecat meurt le 26 mars 2011, à l'âge de 75 ans, des suites d'une longue maladie.

## Détail des mandats et fonctions

### Fonctions gouvernementales
- 15 mai 1972 – 2 avril 1973 : secrétaire d'État auprès du Premier ministre, porte-parole du gouvernement, dans les gouvernements Jacques Chaban-Delmas et Pierre Messmer I
- 5 avril 1973 – 23 octobre 1973 : secrétaire d'État auprès du ministre de l'Économie et des Finances dans le gouvernement Pierre Messmer II
- 23 octobre 1973 – 27 mai 1974 : ministre de l'Information dans les gouvernements Pierre Messmer II et Pierre Messmer III
- 5 avril 1978 – 4 mars 1981 : ministre de la Culture et de la Communication dans le gouvernement Raymond Barre III

### Mandats parlementaires
- 11 juillet 1968 – 16 juin 1972 : député de la troisième circonscription de la Côte-d'Or (démission pour cause de fonctions ministérielles)
- 2 avril 1973 – 12 mai 1973 : député de la troisième circonscription de la Côte-d'Or (démission pour cause de fonctions ministérielles)
- 3 avril 1978 – 6 mai 1978 : député de la troisième circonscription de la Côte-d'Or (démission pour cause de fonctions ministérielles)

### Fonctions juridictionnelles en matière d'asile
Il était président de section à la Cour nationale du droit d'asile.

## Publications
Entretiens avec Jean-Philippe Lecat, ministre de la Culture et de la Communication (1978-1981), recueillis et présentés par Françoise Mosser, Paris, Comité d'histoire de la Culture et de la Communication, La Documentation française, 2016, 487 p.
Hommage à Jean-Philippe Lecat, ministre de la Culture et de la Communication (avril 1978-mai 1981), compte-rendu de la table ronde organisée par le Comité d'histoire de la Culture et de la Communication le 22 novembre 2011", Paris, 2013, 90 p. Lire en ligne
Quand flamboyait la Toison d'or; Paris (Fayard), 1990.